# Benetti (Familienname)
Benetti ist ein italienischer Familienname.

## Namensträger
- Adele Benetti (1851–1926), österreichische Opernsängerin und Gesangspädagogin
- Adriana Benetti (1919–2016), italienische Schauspielerin
- Alessandro Benetti (17. Jahrhundert), italienischer Komödiendichter
- Andrea Benetti (Künstler) (* 1964), italienischer Künstler
- Andrea Benetti (Kanute) (* 1980), italienischer Kanute
- Antonio Benetti (~1640–~1685), venezianischer Autor
- César Benetti (* 1924), argentinischer Schwimmer
- Iacopo Benetti (1842–1910), italienischer Maschinenbauer
- Ramiro Moschen Benetti (* 1993), brasilianischer Fußballspieler
- Romeo Benetti (* 1945), italienischer Fußballspieler
- Sante Benetti (18. Jahrhundert), italienischer Schriftsteller